# Computergenealogie
Computergenealogie bezeichnet die methodische Unterstützung der Familiengeschichtsforschung durch Computer, sowie den zunehmenden Austausch genealogischer Daten im Internet.

## Geschichte
Die Computergenealogie ist in Ergänzung zur traditionellen Genealogie (einer historischen Hilfswissenschaft) entstanden und stellt eine methodische Aufbereitung der Daten dar (siehe Genealogieprogramme). Viele Programme werden von Hobby-Genealogen selbst entwickelt und in einer Entwicklercommunity gepflegt und der Code unter freier Lizenz als Open Source veröffentlicht (siehe Liste von Genealogie-Programmen). In den deutschsprachigen Ländern sind viele dieser Familienforscher im Verein für Computergenealogie organisiert, der auch das GenWiki betreibt. Weltweit wird der Markt jedoch zunehmend von kommerziellen Anbietern dominiert.

## Datenquellen

### Archive und Bibliotheken
Genealogen sammeln ihre Daten überwiegend in schriftlicher Form in Archiven und Bibliotheken aller Art (siehe Genealogische Quellen)
Digitalisierungsprojekte und Datenbanken bieten weitere Möglichkeiten der Suche. Bei der Vielzahl der zu erfassenden Originalquellen kann es allerdings lange dauern, bis die für die Forschung relevanten Quellen erfasst und digital beispielsweise über das Internet zugänglich sind. Rechtliche Gründe (beispielsweise das Abwarten von Schutzfristen) oder Unsicherheiten und Vorbehalte der Eigentümer der Originaldokumente können diesen Prozess verlangsamen.

### FamilySearch
In der Onlinedatenbank FamilySearch stellt eine Organisation der Kirche Jesu Christi der Heiligen der Letzten Tage im Internet kostenlos Auszüge aus den rund 3,5 Milliarden Familiendokumenten bereit, die die Kirche aus religiösen Gründen sammelt.

### Ancestry
Im direkten Umfeld dieses Archivs ist der kommerzielle Anbieter Ancestry.com mit mehreren Firmenzukäufen und einer umfangreichen weltweiten Datensammlung in öffentlichen Archiven zu einem marktbeherrschenden Anbieter aufgestiegen. Das Unternehmen bietet zudem einen ebenfalls kostenpflichtigen Internet-Abgleich von DNA-Profilen an, der (unerwartete) familiäre Verbindungen aufzeigen soll.

### MyHeritage
Auch der Anbieter MyHeritage.com ist in mehreren lukrativen Märkten führend und unterhält eine Zusammenarbeit mit dem DNA-Test-Marktführer 23andMe.

## DNA-Analyse
Die DNA-Analyse zur Genetischen Genealogie wirft rechtliche und ethische Fragen auf. Jeder Benutzer und jede Benutzerin sollte daher Vor- und Nachteile der Einreichung von DNA abwägen.

## Publikationsmöglichkeiten für genealogische Forschungsergebnisse
1. auf einer eigenen Homepage, durch das Bereitstellen einer GENDEX-Datei, deren Daten über einen globalen Index gefunden werden können
2. in Genealogie-Datenbanken, einschließlich vorhandener GEDCOM-Dateien